# Christian von Wolff
Christian von Wolff, född 24 januari 1679 i Breslau, Schlesien, död 9 april 1754 i Halle, var en tysk friherre, filosof och matematiker. Han var professor i filosofi vid universitetet i Halle 1706–1723 och 1740 till sin död samt vid universitetet i Marburg 1723–1740.
Wolff utvecklade utifrån Leibniz teleologiska idéer, som placerar människan i toppen av skapelsen, en systematik som försökte förena bilden av människan som symptom av det system som Gud skapat, med bilden av människan som dess orsak. Från Leibniz övertog han likaså monadbegreppet och vidgade dess betydelsefält avsevärt.
Wolff fick mycket stort inflytande i tysk upplysningsfilosofi och myntade bland annat begreppet begrepp (Begriff). Wolff påstås ha "lärt filosofin att tala tyska", eftersom han skrev på detta språk, omväxlande med latin, som under hans samtid utgjorde "det lärda språket".

## Biografi
Christian Wolff studerade vid universitetet Jena, först teologi, sedan matematik, fysik och filosofi, blev docent vid universitetet i Leipzig 1703 och professor i matematik vid universitetet i Halle 1707 samt höll från 1711 föreläsningar även i filosofi. Han anklagades för irreligiositet, varför han avsattes 1723 från sin professur, och förvisades ur Preussen, men blev istället professor i matematik i Marburg. Först 1740 återkallades han av Fredrik den store till Halle, utnämndes där än en gång till professor i matematik och tillika i natur- och folkrätt samt upphöjdes i friherrligt stånd. Han dog i Halle 1754. 

## Läror och gärningar
Både som filosof och som matematiker utövade Wolff en omfattande författarverksamhet, men begränsade sig därvid huvudsakligen till eklekticism genom att samla och ordna det material, som av andra vetenskapsmän, i främsta rummet Leibniz rationella filosofi, skolastikerna och René Descartes, hade blivit bragt i dagen. Obetingade tankar söker man i allmänhet förgäves i hans volymer. Också inom matematikens historia intar Wolff ett mera bemärkt rum bara som författare av läroböcker i nästan alla matematikens grenar, av vilka  några, trots sin omständlighet, utgivits i flera upplagor. 
Att Wolff inom filosofins historia fått en vida mer framstående plats, har berott på att han i systematisk form omsatte Leibniz ej sällan oklara idéer, och därvid av rent formella skäl måste på vissa punkter modifiera dem. På detta sätt kom han att framställa ett eget filosofiskt system. Hans metafilosofiska grund var att studera essens och inte existens, och genom att föra samman tankar hos Leibniz och Descartes med skolastikens aristotelism, blev ontologin det område han främst utvecklade, med Leibniz teleologiska principer. Från denna grund skrev han flertaliga böcker i skilda ämnen, naturvetenskapliga såväl som humanistiska och teologiska.
Av grundtankarna i Leibniz filosofiska världsåskådning bibehöll Wolff läran om monaderna, teodicén och viljans bestämdhet av förnuftet. Dock ansåg han att de monader, som inte är själar inte heller har perceptionsförmåga och att den av Leibniz antagna harmonia praestabilita mellan själ och kropp borde betraktas endast som en hypotes, så att en naturlig växelverkan dem emellan inte blev logiskt omöjlig. 
Mest självständig visade sig Wolff vid framställningen av den praktiska filosofin, vilken Leibniz föga intresserat sig för. Människans uppgift är enligt Wolff att utveckla sig till allt större fullkomlighet; fullkomlighet i moralisk mening är för Wolff handlingens överensstämmelse med den handlandes natur och med de av handlingen framkallade följderna. På grund av det solidariska sambandet mellan alla människor måste den enskilda människan för att möjliggöra sin egen utveckling befordra de övrigas utveckling; Wolffs lära om det sedligt goda innehåller därför en ansats till uppställande av en pliktlära. 
Även staten förklaras av Wolff ur människans strävande efter fullkomlighet; den har enligt honom uppkommit genom ett samhällsfördrag samt avser ömsesidigt skydd och gagn under ovan nämnda strävande. 
Wolff lyckades snart för sitt filosofiska system vinna många anhängare (wolffianerna) och hans skola behärskade flertalet av de tyska universiteten ända in mot 1700-talets slut. Bland hans lärjungar bör särskilt nämnas Alexander Gottlieb Baumgarten, Immanuel Kant, Eric Alstrin, samt rättsfilosofer som Emerich de Vattel. Å andra sidan saknades inte motståndare, särskilt inom teologernas led, såsom Johann Franz Buddeus, Johann Andreas Rüdiger, Christian August Crusius och Joachim Georg Darjes.
Wolff har fått berget Mons Wolff på Månen uppkallat efter sig.